# Jindřich I. z Hradce
Jindřich I. z Hradce (kolem 1166 – 1237) byl český šlechtic z rodu Vítkovců a první pán z Hradce.

## Původ a život
Byl nejstarším synem Vítka I. z Prčice. Jindřich se stal prvním členem rodu pánů z Hradce, který sídlil v Jindřichově Hradci (Novo castro, Nova domo). Roku 1185 zastával na dvoře knížete Bedřicha úřad podpodkoního.[zdroj⁠?!] Opakovaně svědčil na listinách. V roce 1213 navštívil říšský sněm v Řezně a v letech 1216–1222 působil ve funkci zemského maršálka. Často pobýval u dvora Přemysla Otakara I. a v prvních čtyřech letech vlády i u jeho syna Václava I. Měl syny Vítka a Sezemu (barones Boemorum Witigo cum fratre suo Zezema filii Henrici de Nova domo.)
Byl pochován v cisterciáckém klášteře ve Velehradě.

## Majetek
Vlastnil četné majetky nejen na pomezí jižních Čech a Moravy (Jindřichův Hradec), ale také na střední Moravě. Držel rovněž hrad Bánov.